# Simončič
Simončič je priimek več znanih Slovencev:
- Alenka Simončič (*1972), umetnostna zgodovinarka, kustosinja
- Andrej Simončič, agronom, direktor Kmetijskega inštituta Slovenije
- Anton Simončič (1912–1999), živinorejski in ribiški strokovnjak
- Barbara Simončič (*1963), profesorica tekstilne tehnologije in usnjarstva
- Bojan Simončič, kitarist, komponist, aranžer (pri skupini Ultimat)
- Darko Simončič (*1959), agronom in politik
- Ivan Simončič (1919–2003), bančnik
- Jože Simončič (*1968), agronom, župan Šentjerneja
- Jožko Simončič (1914–?), pravnik in gospodarstvenik
- Julij Simončič-Gortan (1925–2001), partizan prvoborec, častnik
- Ludvik Simončič, plesni učitelj v Mariboru
- Maks Simončič (1887–1966), libretist, pevec, pisatelj in pesnik
- Metka (Marjeta) Simončič (*1947), umetnostna zgodovinarka, muzealka
- Milena Simončič Hren (1919–1995), igralka
- Mirko Simončič, judoist
- Mojca Račič Simončič (*1957), etnologinja, bibliotekarka
- Nace Simončič (1918–2001), igralec, lutkar
- Pavel Simončič (1897–1971), teolog, stolni kanonik
- Primož Simončič (*1961), strokovnjak za gozdno ekologijo in glasbenik
- Vinko Simončič (1914–1944), partizan in narodni heroj
- Vlastja Simončič (1911–2000), fotograf in pedagog